# Olle Sjöström
Olof "Olle" Gösta Sjöström, född 29 augusti 1930 i Sandarne i Hälsingland, död 8 mars 2018 i Uppsala, var en svensk statistiker och universitetslektor vid Stockholms universitet.

## Biografi
Sjöström disputerade 1980 på en avhandling om olika icke-matematiska aspekter på samhällsstatistik. Han publicerade ett tiotal vetenskapliga rapporter om hur statistik historiskt tagits fram och tillämpats samt om hur statistik borde planeras och tas fram med beaktande av till exempel etiska aspekter.
Sjöström kritiserade i slutet av 1980-talet hur statistik och information angående risker från Tjernobylolyckan presenterades och gav ut en bok i detta ämne. Han gav också 2002 ut en "svensk statistikhistoria" samt föreläste om detta.

### Familj
Olle Sjöström var bror till pianisten Gunnar Sjöström.